# Brodziec żółtonogi
Brodziec żółtonogi (Tringa flavipes) – gatunek średniej wielkości ptaka brodzącego z podrodziny brodźców w rodzinie bekasowatych (Scolopacidae). Występuje w Ameryce; wyjątkowo zalatuje do Polski. Jest narażony na wyginięcie.

## Systematyka
Gatunek ten po raz pierwszy zgodnie z zasadami nazewnictwa binominalnego opisał w 1789 roku Johann Friedrich Gmelin w 13. edycji linneuszowskiego Systema Naturae. Autor nadał mu nazwę Scolopax flavipes, a jako miejsce typowe wskazał „Noveboraco” (Nowy Jork). Obecnie gatunek umieszczany jest w rodzaju Tringa. Nie wyróżnia się podgatunków.

## Występowanie
Zamieszkuje Alaskę oraz północną i środkową Kanadę (na wschodzie po Zatokę Jamesa). Zimuje na wybrzeżach USA od środkowej Kalifornii i New Jersey, przez Meksyk i Amerykę Środkową po Amerykę Południową (aż po Ziemię Ognistą na południu). Regularnie zalatuje również do Europy, głównie zachodniej. W Polsce do 2021 odnotowano 5 potwierdzonych obserwacji tego ptaka, po raz pierwszy w 2013 (wcześniejsza obserwacja z 1990 po weryfikacji została uznana za niepewną).

## Morfologia
WyglądBrak wyraźnego dymorfizmu płciowego. W szacie godowej ciało popielate, na wierzchu ciała duża liczba ciemnych plam, kuper biały, nogi żółte. W szacie spoczynkowej zmniejsza się liczba ciemnych plam.
Wymiary średniedługość ciała 23–25 cm
rozpiętość skrzydeł 59–64 cm
masa ciała 48–114 g

## Ekologia i zachowanie

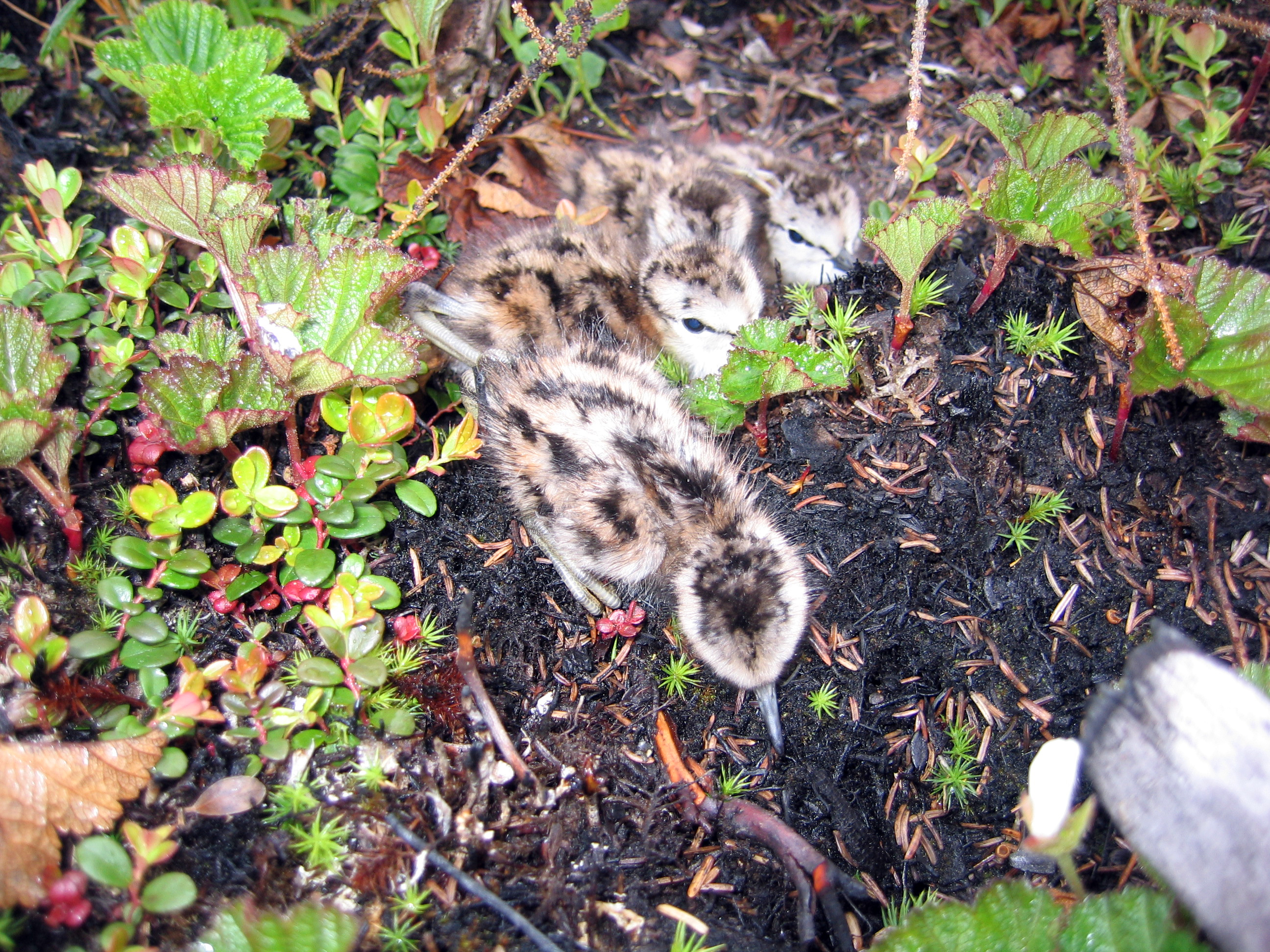
Pisklęta

BiotopPodmokła tundra, niekiedy hale. Zimuje na podmokłych obszarach zarówno słodko-, jak i słonowodnych.
GniazdoW suchym miejscu, czasem daleko od wody. Często w pobliżu zwalonego pnia lub głazów. Jest to zagłębienie w ziemi lub mchu wyłożone kilkoma liśćmi lub trawą.
JajaW ciągu roku wyprowadza jeden lęg, składając 3–4 jaja w kolorze od zielonkawego, przez szarawy po cielisty, z ciemnymi plamkami.
Wysiadywanie, pisklętaJaja wysiadywane są od zniesienia pierwszego jaja przez okres około 22–23 dni przez obydwoje rodziców. Samica opuszcza pisklęta po około 11 dniach, zaś samiec po 23–31 dniach. Młode pierzą się w wieku 18–20 dni.
PożywienieWodne i lądowe bezkręgowce oraz drobne kręgowce.

## Status i ochrona
Międzynarodowa Unia Ochrony Przyrody (IUCN) od 2024 roku uznaje brodźca żółtonogiego za gatunek narażony (VU, Vulnerable); wcześniej klasyfikowany był jako gatunek najmniejszej troski (LC, Least Concern). Szacowana liczebność światowej populacji mieści się w przedziale 527 000 – 7 600 000 dorosłych osobników. Trend liczebności populacji uznawany jest za spadkowy.
W Polsce jest objęty ścisłą ochroną gatunkową.